# Latencia vírica

Diagrama de la invasión y replicación de células virales de la gripe

Latencia de virus (o latencia viral) es la capacidad de un virus patógeno de permanecer durmiente (latente) dentro de una célula, denotada como la parte lisogénica del ciclo de vida viral. Una infección viral latente es un tipo de infección viral persistente que se distingue de una infección viral crónica. La latencia es la fase en los ciclos de vida de ciertos virus en la cual, después de la infección inicial, cesa la proliferación de partículas de virus. Sin embargo, el genoma viral no está completamente erradicado. El resultado de esto es que el virus puede reactivarse y comenzar a producir grandes cantidades de progenie viral (la parte lítica del ciclo de vida viral) sin que el huésped sea reinfectado por un nuevo virus externo y permanezca dentro del huésped indefinidamente.
La latencia vírica no debe confundirse con la latencia clínica durante el periodo de incubación cuando un virus no está inactivo.